# Всё могу
«Всё могу» (англ. Absolutely Anything) — британский фильм 2015 года режиссёра Терри Джонса; это первый фильм со времён «Смысла жизни по Монти Пайтону» (1983), в котором принимали участие все жившие на тот момент участники «Монти Пайтон».
Сюжетная идея взята из фильма «Человек, который умел творить чудеса» (1936 год) по сценарию Герберта Уэллса: чтобы испытать человечество, некие сверхсущества временно наделяют вполне рядового англичанина всемогуществом.
Премьера в Великобритании — 14 августа 2015 года.
Это был последний фильм Терри Джонса как режиссёра, сценариста и актёра за пять лет до его смерти 21 января 2020 года. Это также был последний фильм с участием Робина Уильямса в главном актёрском составе, выпущенный через год после его смерти 11 августа 2014 года.

## Сюжет
Инопланетяне обнаруживают послание с Земли, содержащее информацию о человеческой расе и карту Земли. Они рассматривают возможность уничтожить Землю, если жители планеты не смогут пройти их проверку и используют данные им силы во зло. В качестве теста они наделяют сверхспособностями одного из жителей, выбранного случайным образом, которым оказывается учитель средней школы Нил Кларк.
Сначала, ещё не зная о своих новых возможностях, Нил случайно, в запальчивости, заставляет космический корабль пришельцев разрушить классную комнату в школе, убив при этом весь класс. Галактический совет ругает инопланетянина, взорвавшего классную комнату, тот отвечает, что из миллионов видов, подвергнувшихся проверке тестом, ещё ни один его не прошёл и все были уничтожены.
Озадаченный и взволнованный, Нил идет домой и медленно начинает понимать, что наделён силой. Он произносит: «Все, кто умер, возвращаются к жизни» и неосознанно заставляет всех, кто когда-либо умер, воскреснуть, что приводит к зомби-апокалипсису. Он обращает это вспять и отматывает время на сутки назад.
Нил начинает использовать свою силу для личной выгоды: делает себя президентом США, создаёт себе более мускулистое тело, увеличивает размер пениса и делает мистера Робинсона милым с ним в общении. Ночью галактическая сила, которой обладают инопланетяне, на мгновение рушится, а это значит, что Нил больше ничего не может сделать. Это происходит как раз в тот момент, когда Нил просит, чтобы его подруга Кэтрин влюбилась в него, и по совпадению пьяная Кэтрин приходит в его дом после того, как её подруга предложила ей переспать с Нилом. В результате они проводят ночь вместе, их видит американский полковник Грант (Роб Риггл), навязчиво преследующий Кэтрин.
На следующий день Кэтрин приходит к Нилу, чтобы поговорить, но тут Деннис (собака Нила) кричит из кухни, что любит Нила. Думая, что Нил — гей, Кэтрин убегает, возвращается домой и видит, что полковник Грант дожидается её в её же квартире. Она запирает его. Появляется Нил и предлагает приготовить ей ужин, она принимает предложение. Грант освобождается и мешает им, бьёт Нила, и пока тот находится в бессознательном состоянии, похищает его и Денниса. Когда Нил приходит в себя, Грант заставляет его исполнять свои эгоистичные и бессмысленные желания, угрожая застрелить Денниса в случае отказа.
Кэтрин и Рэй выслеживают Нила до квартиры, которую Грант арендует, и спасают Нила, но до этого Нил заставляет Кэтрин влюбиться в Гранта. Будучи свободным, Нил отменяет все желания, которые он исполнил для Гранта. Придя домой, Кэтрин заявляет Нилу, что она никогда не сможет любить кого-то, кто мог бы заставить её делать всё, что угодно. Обескураженный Нил решает использовать свои силы для решения мировых проблем; он даёт всем в мире столько еды, сколько они хотят, он даёт каждому в мире свой собственный дом мечты и устраняет любые причины для войны.
Тем не менее, это вскоре приводит к обратным последствиям: во всём мире возрастает уровень ожирения и несколько стран объявляют войну друг другу без всякой причины. Разочарованный Нил идёт к мосту Хаммерсмит с намерением совершить самоубийство, но когда он прыгает в реку Темзу, Деннис прыгает вслед за ним, и Нил вынужден вытащить их обоих из реки. Сидя на скамейке в Хэмпстед-Хит с видом на Лондон, Деннис говорит, что Нил должен дать ему власть, потому что он никогда не думает о чём-то эгоистичном и любит выполнять чужие желания, что Нил радостно и делает.
Тем временем инопланетяне заканчивают свой тест и решают, что Земля недостойна, показывая, что они рассматривают жадные и злые поступки как сильные, а вдумчивые поступки как слабые. Поэтому они решают уничтожить планету, но как раз перед тем, как они собираются это сделать, Деннис просит уничтожить источник энергии, заставляя лазерный луч, направляющийся к Земле, вернуться назад к кораблю пришельцев, убив их всех и уничтожив галактическую силу.
Нил, уверенный в том, что потерял силу, приглашает Кэтрин на свидание, и она соглашается.

## В ролях

### Земляне
- Саймон Пегг — Нил Кларк
- Робин Уильямс — собака Деннис (озвучка)
- Кейт Бекинсейл — Кэтрин Вест
- Санджив Бхаскар — Рэй
- Роб Риггл — Грант
- Эдди Иззард — мистер Робинсон
- Джоанна Ламли — Фенелла
- Роберт Батерст — Джеймс Клеверилл

### Инопланетяне
- Терри Джонс — учёный инопланетян / водитель грузовика
- Джон Клиз — глава инопланетян
- Терри Гиллиам — инопланетянин
- Эрик Айдл — Гат
- Майкл Пэйлин — маленький инопланетянин

## Производство
В интервью Empire в марте 2014 Терри Джонс рассказал о сюжете для своего нового фильма, в котором учитель Нил получает способность делать что угодно, просто сказав это вслух. По его словам, своей идеей фильм обязан рассказу Герберта Уэллса «Человек, который мог творить чудеса». Он также рассказал о персонаже, собаке Деннис: «Я думаю, что он затмит всех. У нас есть настоящая собака, Мохо, очень послушный и замечательный пёс, хотя, конечно, потребуется компьютерная графика. Саймон Пегг — большой любитель собак, и они хорошо друг с другом ладят. Дуглас Адамс, до того как он умер, прочитал сценарий и сказал, что сцены с Деннисом самые смешные».
Саймон Пегг был утверждён на роль в декабре 2013 года.
Съёмки фильма начались 24 марта и закончились 12 мая 2014 года.

## Критика
Фильм получил в основном негативные отзывы критиков.
На сайте Rotten Tomatoes рейтинг фильма составил 20 % на основе 45 рецензий. На сайте Metacritic — 31 балл из 100 на основе 9 рецензий.
Питер Брэдшоу из The Guardian присвоил фильму 1 из 5 звезды и сказал: «Этот малобюджетный британский фильм просто угнетает. Научно-фантастическая комедия в стиле Дугласа Адамса, которая выглядит как посредственный детский сериал с унылым сценарием и дешёвой постановкой. Здесь огромное количество талантов, первоклассный актёрский состав и режиссёр. К сожалению, это никуда не годится».